# Deutsche Bibliothek (Buchreihe)
Die Deutsche Bibliothek: Sammlung seltener Schriften der älteren deutschen Nationalliteratur ist eine von Heinrich Kurz herausgegebene und mit Erläuterungen versehene Buchreihe zur älteren deutschen Nationalliteratur, die in den 1860er-Jahren in Leipzig im Verlag J. J. Weber erschien. Die Reihe umfasst nur wenige Bände. Die allgemeine Schutzfrist für Klassiker war im Jahr 1867 erloschen, was die Etablierung von Buchreihen begünstigte.

## Bände
- 1–2 Burkhard Waldis: Esopus
- 3–6 Hans Jacob Christoph von Grimmelshausen: Simplicianische Schriften
- 7 Jörg Wickram's Rollwagenbüchlein
- 8–10 Johann Fischart: Sämmtliche Dichtungen